# الجمعية الرياضية للجزائر الوسطى
الجمعية الرياضية الأمير عبد القادر للجزائر الوسطى هو نادي كرة قدم جزائري نسائي مقره في الجزائر. يلعب في دوري الدرجة الأولى في الدوري الجزائري تأسس سنة 1997 .

## الألقاب
- الدوري الجزائري للسيدات:

```
       09/08
```

- كأس الجزائر للسيدات:

```
      2004 - 2005 - 2006 - 2007 - 2008 - 2009
[
3
]
```

- كأس الرابطة الجزائرية للسيدات:

```
       17/16
```